# إيلستون (ميزوري)
إيلستون (بالإنجليزية: Elston)‏ هي إحدى المجتمعات الفردية (غير مصنفة) في ولاية ميزوري في الولايات المتحدة الأمريكية.